# Governatorato di Mobarak al-Kabir
Il governatorato di Mobarak al-Kabir è un dei sei governatorati del Kuwait. Il capoluogo nonché città più popolata e importante è Mobarak al-Kabir.

## Geografia fisica
Il governatorato è situato nella zona centro-orientale del Paese e confina a nord col Hawalli, a sud col governatorato di al-Ahmadi e a ovest col governatorato di al-Farwaniyya, mentre ad est si affaccia sul Golfo Persico ed è bagnato dall'Oceano Indiano.